# ديمتري ستاجيليا
{
ديمتري ستاجيليا (2 أغسطس 1991 بتيراسبول في مولدوفا - ) هو لاعب كرة قدم روسي ومولدوفي في مركز حراسة المرمى لعب سابقاً في نادي المجزل. شارك مع منتخب مولدافيا تحت 19 سنة لكرة القدم. أما مع النوادي، فقد لعب مع نادي شريف تيراسبول ونادي كوبان كراسنودار ونادي كوكسي ودينامو اوتو تيراسبول.

## وصلات خارجية
- ديمتري ستاجيليا على موقع الاتحاد الأوربي (الإنجليزية)
- ديمتري ستاجيليا على موقع قاعدة بيانات كرة القدم.إي يو (الإنجليزية)
- ديمتري ستاجيليا على موقع Soccerway.com (الإنجليزية)
- ديمتري ستاجيليا على موقع عالم كرة القدم.نت (الإنجليزية)
- ديمتري ستاجيليا على موقع AS.com (الإسبانية)